# Constitution française du 27 octobre 1946
Lire en ligne

Texte intégral sur Wikisource

Loi constitutionnelle du 2 novembre 1945 Constitution du 4 octobre 1958
La Constitution de la République française du 27 octobre 1946 est la constitution de la IVe République française.
Adoptée par l'Assemblée nationale constituante le 29 septembre 1946,, la constitution est approuvée, par référendum, le 13 octobre suivant,. 
Promulguée par le président du Gouvernement provisoire de la République française, Georges Bidault, le 27 octobre, elle est publiée au Journal officiel de la République française le lendemain.
La question de l'entrée en vigueur de la constitution reste discutée. À la suite de Georges Vedel, des auteurs, tel Louis Favoreu, soutiennent que la constitution est « entrée en vigueur par paliers ». D'autres auteurs, s'en tenant à la lettre de l'article 98, alinéa 2, de la constitution, considèrent que son entrée en vigueur a été différée jusqu'au 24 décembre 1946,,, date de la première réunion du Conseil de la République.
La constitution est d'abord celle de la République française, État unitaire comprenant les départements d'outre-mer et les territoires d'outre-mer. Mais elle est « conjointement » celle de l'Union française, composée de la République française, des territoires qu'elle administrait comme mandataire de la Société des Nations et de protectorats. Le condominium des Nouvelles-Hébrides (l'actuel Vanuatu) était extérieur à l'Union.
La constitution instaurait un régime parlementaire « rationalisé » par des mécanismes de contrôle réciproque entre les corps exécutifs et législatifs.
La constitution est révisée une fois, par la loi du 7 décembre 1954.
La constitution fut abrogée par la Constitution du 4 octobre 1958, à l'exception de son préambule, reconnu comme étant toujours en vigueur par le Conseil constitutionnel en 1971 (décision Liberté d'association).

## Adoption
À la sortie de la Seconde Guerre mondiale, le Gouvernement provisoire de la République française, avec à sa tête le général de Gaulle, décide de suivre la procédure la plus démocratique possible. Il s'ensuit un premier échec, un premier projet de Constitution ayant été refusé par le peuple. Le second projet est finalement le bon, mais n'est adopté que de justesse. Au total, il a fallu un an et six jours pour qu'une nouvelle Constitution entre en vigueur, et stabilise pleinement l'organisation institutionnelle française.

### Référendum du 21 octobre 1945
Le Gouvernement provisoire organise, par l'ordonnance du 17 août 1945, le référendum du 21 octobre 1945, en parallèle d'élections législatives.
Lors de ce référendum, deux questions sont posées aux Français :
1. « Voulez-vous que l’Assemblée nationale, élue ce jour, soit constituante ? »
2. « Si le corps électoral a répondu oui à la première question, approuvez-vous que les pouvoirs publics soient, jusqu'à la mise en vigueur de la nouvelle Constitution, organisés conformément au projet ci-contre ? »

Il ne s'agit pas de la première élection politique ouverte aux votes des femmes, puisque cette première a eu lieu le 29 avril 1945 lors des élections municipales.

#### 1requestion:IIIebisouIVeRépublique?
La première question était « Voulez-vous que l’Assemblée nationale, élue ce jour, soit constituante ? »
| Pour                     | 18 584 746 | 96,37 |  |  |
| Contre                   | 699 136    | 3,63  |  |  |
|                          |            |       |  |  |
| Votes valides            | 19 283 882 | 94,74 |  |  |
| Votes blancs et nuls     | 1 070 103  | 5,26  |  |  |
| Total                    | 20 353 985 | 100   |  |  |
| Abstentions              | 5 391 007  | 20,94 |  |  |
| Inscrits / Participation | 25 744 992 | 79,06 |  |  |

Celle-ci pose en réalité la question du rétablissement possible de la Constitution de la Troisième République. Il ne peut pas y avoir une continuité avec l'acte constitutionnel de 1940, puisqu'il est considéré illégitime par le Gouvernement provisoire, de même que par l'ensemble des Français au jour de la victoire des Alliés : on décide donc de l'ignorer. En revanche, la Constitution de 1875 pourrait être rétablie, étant un texte légitime.
À la suite de la réponse des électeurs, la Constitution de 1875 n'est donc pas rétablie. Pour autant, elle n'est pas encore formellement abrogée : l'ordonnance du 9 août 1944 a simplement rétabli la légalité républicaine en déclarant nuls et non avenus les textes constitutionnels publiés depuis le 10 juillet 1940. De fait, elle nie le principe même d'une dissolution de la Troisième République par le régime de Vichy : les lois constitutionnelles de 1875 constituent le seul texte constitutionnel reconnu par le GPRF, ce dernier n'ayant promulgué aucune nouvelle constitution, même provisoire, pour les remplacer.
La nouvelle Assemblée nationale a donc pour mission de rédiger un nouveau projet de Constitution.

#### 2equestion: Organisation des pouvoirs publics et transition constitutionnelle
La deuxième question était : « Si le corps électoral a répondu oui à la première question, approuvez-vous que les pouvoirs publics soient, jusqu'à la mise en vigueur de la nouvelle Constitution, organisés conformément au projet ci-contre ? ».
| Pour                     | 12 794 943 | 66,48 |  |  |
| Contre                   | 6 449 206  | 33,51 |  |  |
|                          |            |       |  |  |
| Votes valides            | 19 283 882 | 94,74 |  |  |
| Votes blancs et nuls     | 1 070 103  | 5,26  |  |  |
| Total                    | 20 353 985 | 100   |  |  |
| Abstentions              | 5 391 007  | 20,94 |  |  |
| Inscrits / Participation | 25 744 992 | 79,06 |  |  |

Si le peuple français avait répondu « Non » à cette question, il était prévu que l'Assemblée constituante élue définisse elle-même, « à son gré », les rapports entre les pouvoirs publics.
Le texte qui est annexé est en fait un projet de loi, élevé à la valeur constitutionnelle s'il est adopté par le peuple français. Cette consécration constitutionnelle, bien que précaire, doit ainsi permettre aux pouvoirs publics de se soumettre à cette loi, et de mener une action politique, attendue urgemment. On a aussi qualifié ce texte de « petite Constitution ».
Ce projet de loi n'a donc pas pour seule vocation de définir la procédure d'adoption de la Constitution, mais aussi d'établir les rapports entre pouvoirs publics, dans un texte minimaliste de huit articles.
Ainsi, il dessine une responsabilité politique du Gouvernement qui n'est valable que dans l'hypothèse de l'adoption d'une motion de censure par la majorité des membres composant l'Assemblée nationale (article 1er). L'Assemblée a l'initiative des lois concurremment avec le Gouvernement (article 4). Enfin, le président du Gouvernement provisoire de la République française est élu par l'Assemblée, dans le respect de la tradition parlementaire française.
Surtout, ce projet de transition constitutionnel décide de donner un mandat très bref à cette Assemblée constituante : elle cessera son mandat au jour de l'entrée en vigueur de la nouvelle Constitution, ou sept mois au plus tard. La transition doit légitimement être la plus rapide possible, mais toutefois de manière démocratique : il est prévu que la Constitution adoptée par l'Assemblée doit être présentée aux Français par la voie du référendum. S'ils refusent le texte, il sera procédé de manière identique, avec l'élection d'une nouvelle Assemblée constituante.
Le projet de loi relatif à l'organisation des pouvoirs publics est adopté, et le projet de loi est promulgué, formant la Loi constitutionnelle du 2 novembre 1945.

### Échec du premier projet
L'Assemblée constituante est composée d'une majorité absolue pour la gauche.
Le Gouvernement est présidé d’abord par De Gaulle, puis à compter du 20 janvier 1946 par Félix Gouin. De Gaulle démissionne parce qu’il n’a pas la confiance de l’Assemblée nationale constituante, où la première force politique est le Parti communiste, la seconde la SFIO, le Général de Gaulle, lui, n’étant représenté alors par aucun parti ou mouvement. Pierre Cot est alors désigné pour être le rapporteur général du projet de Constitution.
Ce texte propose d'établir un régime monocaméral avec une assemblée unique élue au suffrage universel direct pour cinq ans.
Le Sénat est remplacé par deux organes consultatifs, le Conseil économique, précurseur du Conseil économique et social et le Conseil de l'Union française.
L'exécutif est divisé entre un président et le président du Conseil. Le président aurait été élu par l'Assemblée, disposant de pouvoirs honorifiques. Le président du Conseil est également élu par l'Assemblée, et doit faire approuver la composition et le programme de son Cabinet par un vote d'investiture.
L'Assemblée nationale est donc très puissante et il y a un risque de dérive vers un régime d'assemblée. La dissolution est possible, mais elle est extrêmement réglementée, dans les hypothèses où « au cours d'une même session annuelle, deux crises ministérielles surviennent », une crise ministérielle étant alors définie par une réponse négative à une question de confiance ou par l'adoption d'une motion de censure.
Le renversement d'un Cabinet est aussi strictement réglementé, en exigeant la majorité absolue des députés composant l'Assemblée, et non la majorité absolue des membres présents.
Enfin, au-delà de la partie organisation des pouvoirs publics, le texte prévoit une déclaration des droits qui s'écarte de manière importante de la déclaration des droits de l'homme et du citoyen de 1789.
Ce texte, critiqué par le MRP et la droite, est rejeté par référendum le 5 mai 1946.

### Aboutissement du second projet
Les Français élisent une nouvelle Assemblée constituante le 2 juin 1946 qui permet au MRP de devenir le premier parti devant le Parti communiste.
Le gouvernement de Georges Bidault établit un nouveau projet, qui est un compromis entre les trois grands partis, PC, SFIO et MRP.
La Constitution de la Quatrième République est approuvée le 13 octobre 1946 et est promulguée le 27 octobre 1946.

## Le préambule
La Constitution de 1946 s'ouvre par un préambule enrichissant la Déclaration des droits de l'homme de 1789, affirmant de nouveaux droits constitutionnels, principalement économiques et sociaux.
Il dispose ainsi :
« Le peuple français proclame à nouveau que tout être humain, sans distinction de race, de religion ni de croyance, possède des droits inaliénables et sacrés. Il réaffirme solennellement les droits et les libertés de l'homme et du citoyen consacrés par la Déclaration des Droits de 1789 et les principes fondamentaux reconnus par les lois de la République. »
Il donne valeur constitutionnelle à des principes considérés comme « particulièrement nécessaires à notre temps »[Qui ?] :
- l'égalité homme – femme,
- le droit d'asile,
- le droit et la liberté syndicale,
- le droit de grève,
- le droit à l'emploi,
- la non-discrimination dans le travail,
- le droit de participation à la détermination collective des conditions de travail ainsi qu'à la gestion des entreprises.

Enfin, il engage la France à respecter le droit international.
La Constitution de 1958 (Ve République) consacre ce préambule, qui conserve donc sa valeur constitutionnelle. Elle s'impose donc, encore aujourd'hui, aux pouvoirs publics, et son application est assurée par le Conseil constitutionnel depuis 1971 et sa décision Liberté d'association.

## Principaux articles
- article 3 : l'Assemblée nationale détient le monopole de l'expression de la souveraineté nationale
- article 13 : l'Assemblée nationale ne peut déléguer son pouvoir de légiférer
- l'article 51 conditionne le droit de dissolution à la survenue de deux crises (motion de censure, ou question de confiance) dans une période de 18 mois

## Parlementarisme rationalisé

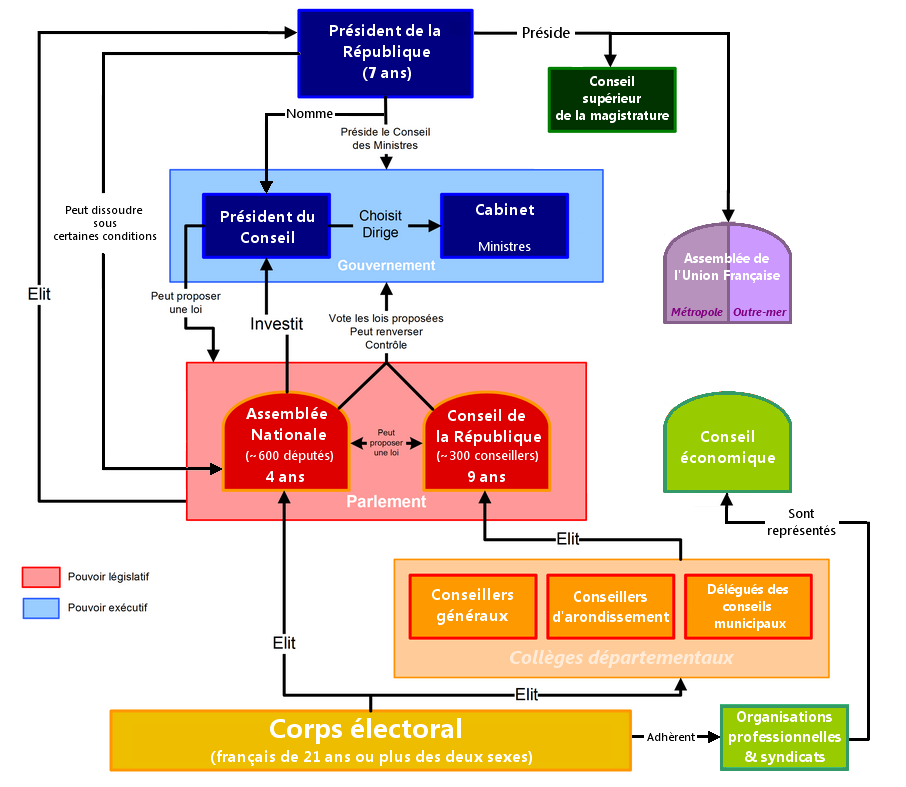

Le parlementarisme rationalisé est un ensemble de règles juridiques encadrant minutieusement les rapports entre parlement et gouvernement et destinées à assurer la stabilité gouvernementale en l'absence de majorité parlementaire constante. Les rédacteurs de la Constitution pensent que c'est cette absence de réglementation qui avait conduit à l'instabilité politique sous la Troisième République. Cette idée de parlementarisme rationalisé a été émise par le juriste franco-ukrainien Boris Mirkine-Guetzevitch.

### Parlement bicaméral
D'après l'article 5 de la Constitution, « le Parlement se compose de l'Assemblée nationale et du Conseil de la République ». Toutefois, le pouvoir législatif réside au début de la Quatrième République dans la seule Assemblée nationale, en vertu de l'article 13 qui dispose que « l'Assemblée nationale vote seule la loi ». La pratique, ainsi que la Constitution elle-même en 1954, évolueront toutefois vers un retour au bicaméralisme.
La Chambre des députés de la Quatrième République porte désormais le nom d'Assemblée nationale (qui était celui porté par la réunion de la chambre des députés et du Sénat sous la Troisième République). Composée de 627 membres élus pour cinq ans au suffrage universel direct (hommes, femmes et militaires), elle dispose seule de certains pouvoirs. Elle fixe elle-même la durée de ses sessions (au moins 8 mois par an) ; elle fixe son ordre du jour ; elle vote les lois et l'investiture du gouvernement. Elle a peu de contrepoids.
La seconde chambre, le Conseil de la République, a un rôle consultatif en 1946. Il donne des avis à l'Assemblée nationale qui peut choisir de ne pas en tenir compte s'ils n'ont pas été émis à la majorité absolue. De plus, le mode de recrutement du Conseil de la République est très compliqué. Il est composé de 315 membres : 50 sont désignés par l'Assemblée nationale (35 en proportion des groupes parlementaires qui la composent et 15 représentant les Français de l'étranger) ; 65 sont désignés par les assemblées locales d'outre-mer ; 200 sont élus par un collège composé des députés, de 3 000 conseillers généraux et 85 000 autres grands électeurs (127 directement et 73 en proportion des voix non utilisées).

### Exécutif bicéphale
L'exécutif est composé du président de la République et du président du Conseil.
Le président de la République est élu par le Congrès (Assemblée nationale et Conseil de la République) réuni à Versailles, pour sept ans, rééligible. Il dispose de ses pouvoirs classiques : droit de grâce et représentation diplomatique. Il désigne le président du Conseil. Le président de la République préside le Conseil des ministres dont il conserve les procès-verbaux : il est la mémoire de l'État. Toutes ses décisions doivent être contresignées.
Le président du Conseil, dont le rôle est inscrit dans la Constitution alors que son institution résultait d'une simple coutume sous la Troisième République, est responsable devant l'Assemblée nationale. La procédure d'investiture est décrite dans la Constitution : après désignation par le président de la République, il se rend seul devant l'Assemblée nationale. Il y prononce un discours de politique générale et l'Assemblée vote l'investiture à la majorité absolue des députés la composant (251). Donc, sont investis un homme et un programme. L'idée est de permettre aux gouvernements de durer contrairement à ce qui se passait sous la Troisième République. Le président du Conseil et son gouvernement sont protégés pour éviter l'instabilité. La question de confiance doit être posée à l'ensemble du gouvernement et non à une seule personne. Il est instauré un jour complet de décalage entre la question de confiance et son vote. Là encore, le vote doit être à la majorité absolue des députés composant l'Assemblée.
L'Assemblée nationale est elle aussi protégée. Sa dissolution est difficile. Elle ne peut avoir lieu que dix-huit mois au moins après les élections législatives, si au moins deux crises gouvernementales se sont produites au cours de ces 18 mois et si la France s'est trouvée au moins quinze jours sans gouvernement. Alors il est possible de procéder à la dissolution, mais le président du Conseil doit démissionner (pas son gouvernement) et il est remplacé par le président de l'Assemblée.

### Efforts de rationalisation
Le but de la rationalisation du parlementarisme est de trouver les règles juridiques adéquates pour éviter le retour à l'instabilité gouvernementale. En 1946 on est persuadé que c'est l'absence de ces règles strictes qui a conduit au dysfonctionnement de la Troisième République.

#### Aperçu de la procédure de rationalisation
Pour créer des gouvernements de législature : on instaure le refus que le gouvernement soit contrôlé par la seconde chambre au sujet : d'une investiture personnalisée du président du Conseil et d'un encadrement de la motion de censure ainsi que de la question de confiance et de la dissolution.
Dans le texte de 1946 la seconde chambre est nommée le Conseil de la République (au lieu de Sénat qui serait un nom trop prestigieux pour qualifier cette chambre) son rôle est simplement consultatif.
L'investiture personnalisée c'est lorsque le président de la République désigne le président du Conseil, qui doit en plus, obtenir le vote de confiance de l'Assemblée nationale. L'on veut donner du poids à ce chef du gouvernement, augmenter son autorité politique par rapport aux autres ministres.
Le contrôle de constitutionnalité des lois votées est très limité pour ne pas concurrencer le législateur, il n'est assuré que par le Comité constitutionnel, dirigé par le Président de la République et composé des présidents des chambres ainsi que de membres élus par les parlementaires. Le Président de la République et le président du Conseil de la République doivent préalablement saisir conjointement le Comité constitutionnel, dont la priorité est de parvenir à une conciliation des deux chambres, avant de décider de la conformité de la loi. Le Comité constitutionnel n'est pas compétent pour le contrôle en rapport avec le préambule de la Constitution. Il ne fut saisi qu'une seule fois, en juin 1948, pour la loi de Jean-Raymond Guyon permettant d'accorder la garantie de l'État à la Caisse des marchés pour un prêt à la Société nationale d'étude et de construction de moteurs d'aviation, nationalisée. La loi est adoptée de façon consensuelle par le parlement mais une ambiguïté sur le délai de la navette parlementaire en rapport avec la Conseil de la République et son règlement intérieur ont poussé à un contrôle du comité,,.

#### Échec des procédures de rationalisation
Paul Ramadier est le premier président de Conseil, investi le 21 janvier 1947. Il compose son gouvernement et décide de revenir devant l'Assemblée nationale, avec son gouvernement, pour solliciter une investiture collective. Dans les faits, c'est la naissance de la double investiture, cela prouve que le président du Conseil n'ose rien décider seul et se place de lui-même sous l'autorité de la chambre élue.
Dans un régime parlementaire l'apport des techniques juridiques pour stabiliser un gouvernement n'est rien sans le soutien d'une majorité parlementaire stable. En définitive on peut dire que la rationalisation est souvent inutile pour un gouvernement dès lors qu'il a perdu la confiance des députés.

## Dérives politiques
Le président du Conseil est investi à la majorité absolue des membres de l’Assemblée. Une fois investi, il peut procéder à des arbitrages selon la majorité parlementaire.
Les présidents du Conseil ont rapidement pris l’habitude de présenter leur gouvernement à l’Assemblée nationale. Ceci a donné naissance à une coutume constitutionnelle qui vient compléter les dispositions déjà existantes.
Cette coutume est reprise par la révision constitutionnelle de 1954. Le président du Conseil doit désormais composer son gouvernement et présenter son programme puis, il se présente devant l’Assemblée. L’investiture se fait ici à la majorité simple.

### Question de confiance
Le gouvernement engage sa responsabilité devant le parlement en posant la question de confiance.

### Réapparition des interpellations
L'interpellation, telle qu'elle a été pratiquée en France sous la Troisième et la Quatrième République, est une question orale avec débat suivi d'un vote par lequel l'Assemblée fait connaître sa position sur le problème abordé. À partir d'une question orale posée par un parlementaire, un débat général s'engage où peuvent intervenir les autres représentants. La discussion est close par le vote d'une résolution par laquelle l'Assemblée décide de passer au point suivant de l'ordre du jour (d'où le nom d'ordre du jour donné à cette résolution). Mais cet ordre du jour peut être motivé et permettre ainsi à la Chambre de manifester son sentiment à l'égard du Gouvernement. L'adoption d'un ordre du jour défavorable, c'est-à-dire motivé de telle façon qu'il exprime le désaveu de l'Assemblée, entraîne en pratique la démission du Cabinet.

### Dissolution
Depuis la fin du XIXe siècle, la dissolution de l'Assemblée nationale par le chef de l'État apparaît comme une atteinte aux droits de la représentation nationale. Les dissolutions exercées par Charles X de 1827 à 1830, puis par Louis-Napoléon Bonaparte en 1851, enfin la dissolution maladroite de la Chambre des députés par Mac Mahon après la crise du 16 mai 1877 ont ôté toute crédibilité à cet outil. Jules Grévy, successeur de Mac Mahon à la présidence de la République, a annoncé son intention de ne pas recourir à cette prérogative. Le droit de dissolution, quoiqu'inscrit dans le texte de la Constitution de la Troisième République, était donc entré en désuétude.
Dans le texte de la Quatrième République, le Conseil des ministres peut décider la dissolution de l'Assemblée nationale, mais ce droit est encadré de manière à rendre son exercice très difficile :
- La dissolution ne peut être exercée pendant les dix-huit premiers mois de la législature, soit plus d'un tiers de la durée de celle-ci.
- Elle ne peut être prononcée que si deux crises ministérielles « constitutionnelles » sont survenues dans un délai de dix-huit mois postérieurement aux dix-huit premiers mois de la législature. Une crise ministérielle constitutionnelle correspond au rejet d'une question de confiance posée par le gouvernement ou à l'adoption d'une motion de censure par l'Assemblée nationale, qui se prononce dans les deux cas à la majorité absolue de ses membres.

Or les députés s'arrangent le plus souvent pour mettre le gouvernement en minorité sans pour autant qu'une question de confiance, posée explicitement par le gouvernement, ait été adoptée à la majorité absolue des membres de l'Assemblée. Ainsi, le gouvernement se sent dans l'obligation de démissionner, sans pour autant que cette crise puisse permettre la réalisation des conditions nécessaires à une dissolution. Ce phénomène, indéfendable constitutionnellement, s'explique par la publicité des résultats du vote (nombres de voix pour, contre, et abstentions). Le gouvernement peut alors constater qu'il perd la majorité, même s'il n'y a pas eu de majorité absolue. Sous la Ve République, le seul résultat affiché sera le nombre de voix contre le gouvernement, il sera alors impossible d'en tirer des conséquences.
Dans un cas toutefois, le renvoi du gouvernement Edgar Faure le 29 novembre 1955, faisant suite au renvoi du gouvernement Pierre Mendès France le 5 février précédent, permet au Conseil des ministres de décider la dissolution de l'Assemblée nationale.

## Crise

### Instabilité gouvernementale
Durant la Quatrième République, les élections des députés à la proportionnelle ne permettaient pas d'établir une majorité certaine au sein de la Chambre des députés. Le gouvernement ne pouvait pas prévoir la réaction d'une assemblée dont il ne connaissait pas les aspirations, il n'osait donc pas proposer de nouvelles lois, de nouvelles réformes. On se trouvait la plupart du temps dans une situation d'immobilité. La puissante assemblée pouvait renverser les gouvernements qu'elle ne jugeait pas aptes à diriger, soit par la motion de censure, soit grâce à la question de confiance. Ainsi les gouvernements étaient particulièrement instables. De nombreuses figures politiques ont fait les frais de ce « parlementarisme » comme : Pierre Mendès France ou encore Guy Mollet.

### Dessaisissement du Parlement
La pratique pourtant illégale et honnie des décrets-lois réapparaît sous des formes modifiées afin de rendre plus efficient le gouvernement du pays. Le Parlement consent à de nouvelles délégations de compétence malgré l'article 13 qui dispose :

« L'Assemblée nationale vote seule la loi. Elle ne peut déléguer ce droit. »

La délégation du vote de la loi prend trois formes distinctes : l'extension du pouvoir réglementaire, le vote de « loi-cadre » et la véritable loi d'habilitation, comme sous la Troisième République.

#### Extension du pouvoir réglementaire
Tout d'abord la loi du 17 août 1948 autorise l'extension du pouvoir réglementaire à des domaines précis et définis, où le décret peut abroger, modifier ou remplacer des dispositions en vigueur. Ces domaines sont « dé-légalisés » et inscrits par le Parlement dans le domaine réglementaire. Toutefois, si ensuite le Parlement fait une loi dans l'un des domaines qu'il avait inscrit comme étant du domaine réglementaire, ce domaine repasse dans le domaine législatif et ne peut donc plus être modifié par décret. La délégation ainsi consentie est illimitée dans le temps mais limitée en étendue. Le Conseil d'État en 1953 considéra favorablement cette extension du pouvoir réglementaire.

#### Création de la loi-cadre
L'autre méthode créée par la loi de 1948 est la loi-cadre. Cette dernière est plus proche de la constitutionnalité que la précédente. Elle consiste pour le Parlement à poser les principes généraux d'une réforme tout en renvoyant aux décrets d'application pour leur application effective. Si le Parlement ne s'oppose pas à ces décrets ils deviennent définitifs. L'exemple type de cette méthode est la célèbre loi-cadre Defferre de 1956. Cette technique a l'avantage d'obliger le Parlement à se concentrer sur les principes, abandonnant leur application, qui est complexe et nécessite des réflexions qui prendraient un temps précieux aux chambres, au Gouvernement ; autre avantage : le Parlement et le Gouvernement sont obligés de collaborer étroitement. La pratique de la loi-cadre n'équivaut pas ainsi à un désaisissement complet du Parlement mais à une limitation de rôle visant à rendre la réforme plus efficiente.

#### Conséquences
Ces délégations de compétence avaient des avantages : elles permettaient de décharger le Parlement, souvent encombré, et elles limitaient les occasions offertes à l'Assemblée nationale de faire tomber un Gouvernement par un vote de défiance. Mais, tout comme les décrets-lois de la Troisième République, elles montrent que le Parlement, doté de pouvoirs énormes, était incapable par sa nature profonde, de gouverner réellement le pays, et devait donc déléguer à l'exécutif des moyens de gouverner efficacement.

### Échec des révisions constitutionnelles

#### Révision mineure du 7 décembre 1954
Après l'élection de René Coty, obtenue au treizième tour de scrutin le 23 décembre 1953, il parut nécessaire de réviser la constitution. Un projet de révision fut adopté et la révision intervint le 7 décembre 1954 : elle porte notamment sur le retour à l'investiture simple du président du Conseil et la majorité simple permettant cette investiture. Cette révision ne permit pourtant pas de rétablir une stabilité gouvernementale, au contraire l'investiture ayant lieu après la répartition des porte-feuilles ministériels (comme sous la Troisième République mais contrairement à l'esprit de la Constitution de 1946), elle conforte le pouvoir des chefs de partis.

#### Tentatives de révision de 1955 et 1958
Dès 1955, le Parlement envisage de réviser la procédure de la question de confiance ainsi que l'article 90, qui concerne le mode de révision de la Constitution. Une résolution visant à modifier plusieurs articles, dont l'article 90, fut adoptée par l'Assemblée nationale le 24 mai 1955 puis par le Conseil de la République le 19 juillet 1955. Mais cette résolution, qui devait faire l'objet d'une deuxième lecture après trois mois, demeura en suspens. Elle servira toutefois de base à la loi constitutionnelle du 3 juin 1958.
Un nouveau projet sur le même thème, le projet Gaillard, en 1958, prévoit en particulier que, lorsque le gouvernement pose la question de confiance sur un texte, ce texte est considéré comme adopté sauf si la Chambre vote à la majorité absolue des députés une motion de censure, qui entraîne le départ du gouvernement. Cela préfigure le futur article 49, alinéa 3 de la Constitution de 1958. Toutefois, la crise algérienne ne permettra pas d'adopter ce projet de révision.